# 宾州东南部计划生育组织诉凯西案
宾州东南部计划生育组织诉凯西案（Planned Parenthood v. Casey）是1992年美国最高法院关于堕胎的具有里程碑意义的案件。根據大法官們的多数意见，法院支持1973年羅訴韋德案中确立的堕胎权。 